# The Crimson Idol
The Crimson Idol je páté studiové album americké metalové skupiny W.A.S.P., vydané 27. června 1992 přes vydavatelství Parlophone. Je to první album skupiny, které se neumístilo v žebříčku Billboard 200. Nejvíc se prosadilo v evropských žebříčkách v Norsku, Velké Británii, Švýcarsku, Rakousku, Švédsku a Německu.
Do dočasného rozpadu W.A.S.P. v roce 1990 se Blackie rozhodl začít pracovat na sólovém albu, ze kterého se na tlak nahrávací společnosti a fanoušků stalo album W.A.S.P. Album bylo velmi chváleno specializovanou kritikou. Lawless napsal album ve formě rockové opery nebo koncepčního alba. Na tomto albu Blackie opustil náboženské, apokalyptické a sexuální texty, které zpočátku skládal. Na albu Blackie napsal více emocionálně metalové a nabité skladby.

## Seznam skladeb
Všechny skladby napsal Blackie Lawless.
| Pořadí | Název                                        | Délka |
| ------ | -------------------------------------------- | ----- |
| 1.     | The Titanic Overture                         | 3:31  |
| 2.     | The Invisible Boy                            | 5:12  |
| 3.     | Arena of Pleasure                            | 4:59  |
| 4.     | Chainsaw Charlie (Murders in the New Morgue) | 7:48  |
| 5.     | The Gypsy Meets the Boy                      | 4:15  |
| 6.     | Doctor Rockter                               | 3:51  |
| 7.     | I Am One                                     | 5:25  |
| 8.     | The Idol                                     | 8:40  |
| 9.     | Hold On to My Heart                          | 4:22  |
| 10.    | The Great Misconceptions of Me               | 9:44  |

## Obsazení
- Blackie Lawless – zpěv, rytmická kytara, baskytara, klávesy
- Bob Kulick – sólová kytara
- Frankie Banali – bicí

### Hostující hudebníci
- Doug Aldrich – sólová kytara (3)
- Stet Howland – bicí